# Mictòfids

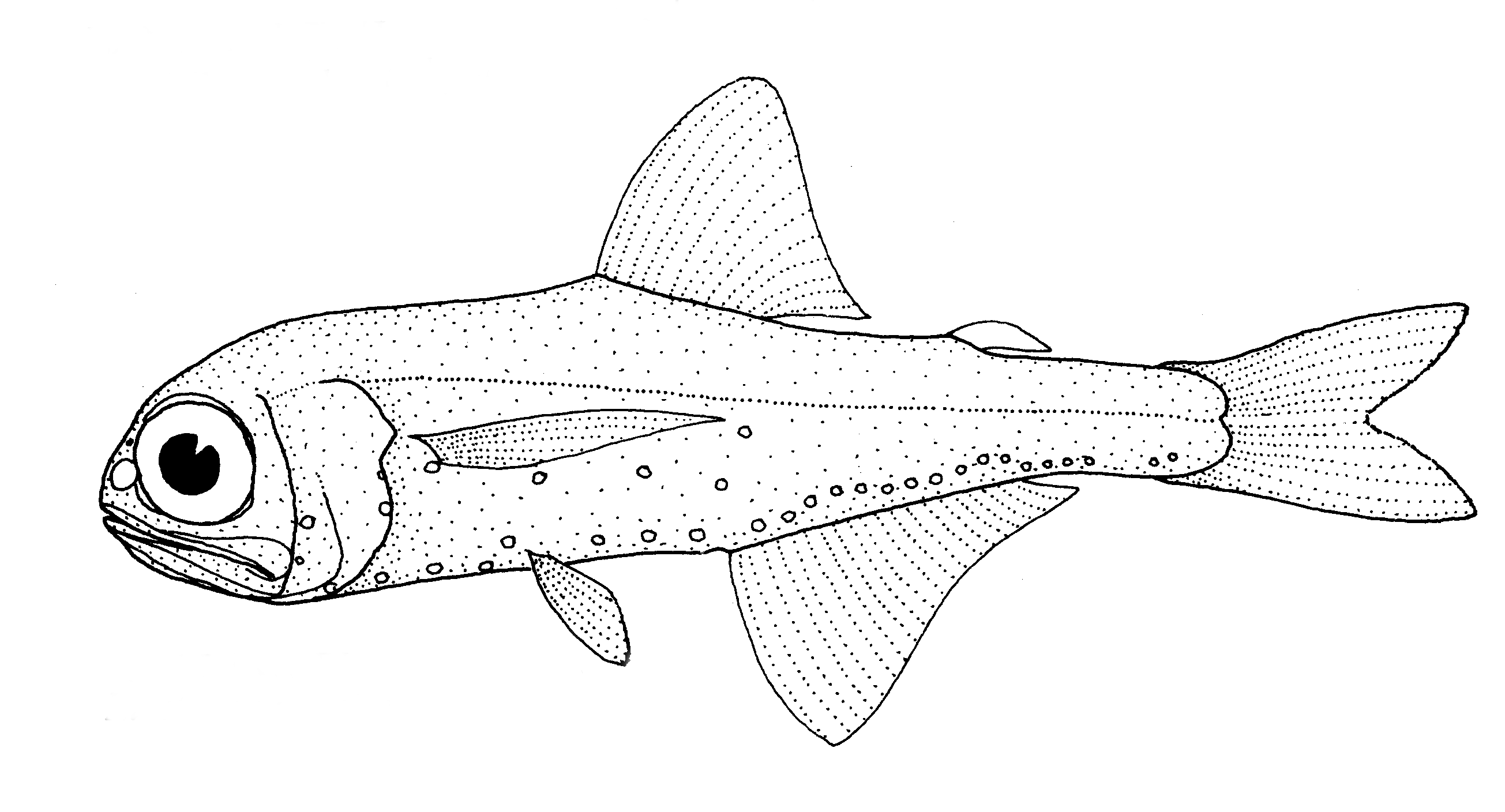
Electrona paucirastra

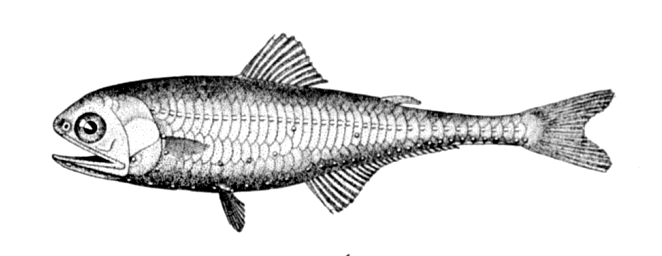
Gonichthys cocco

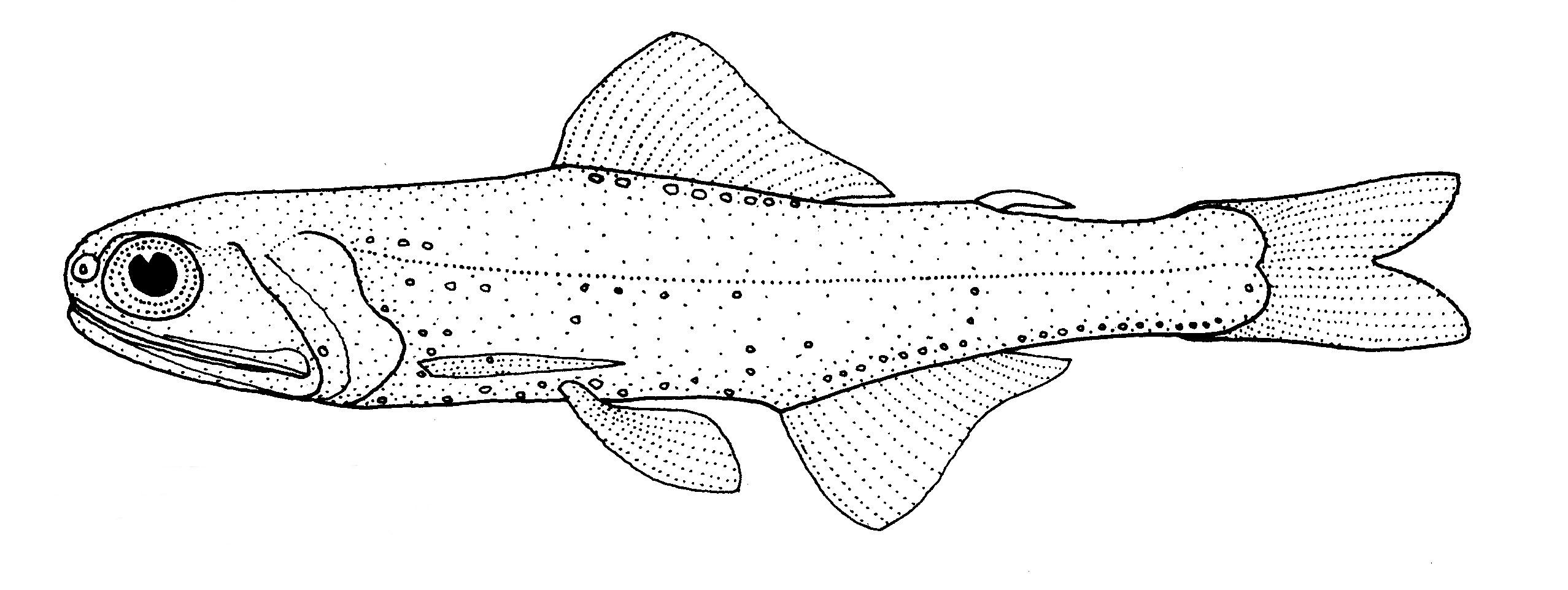
Gymnoscopelus piabilis

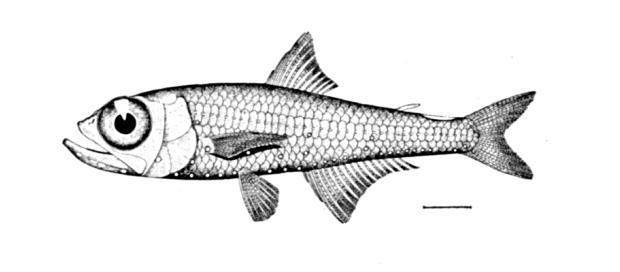
Hygophum benoiti

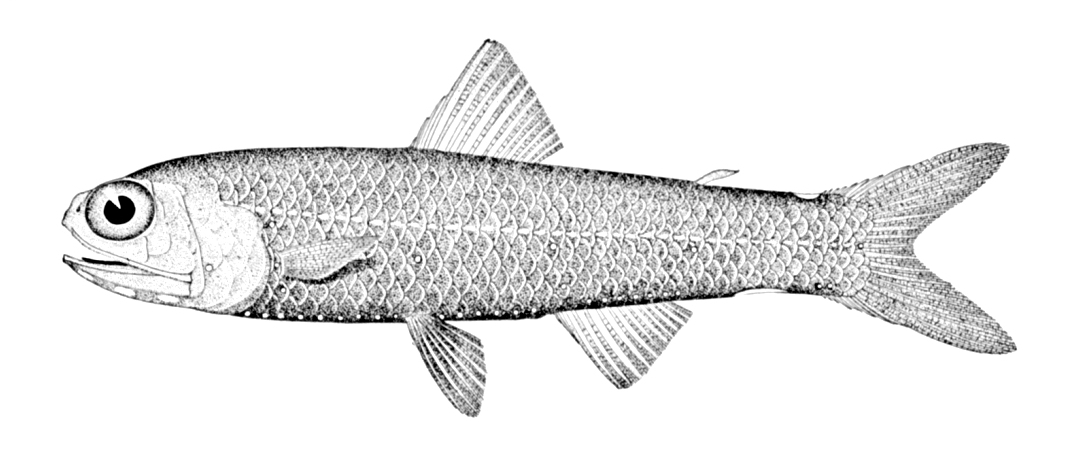
Lampadena speculigera

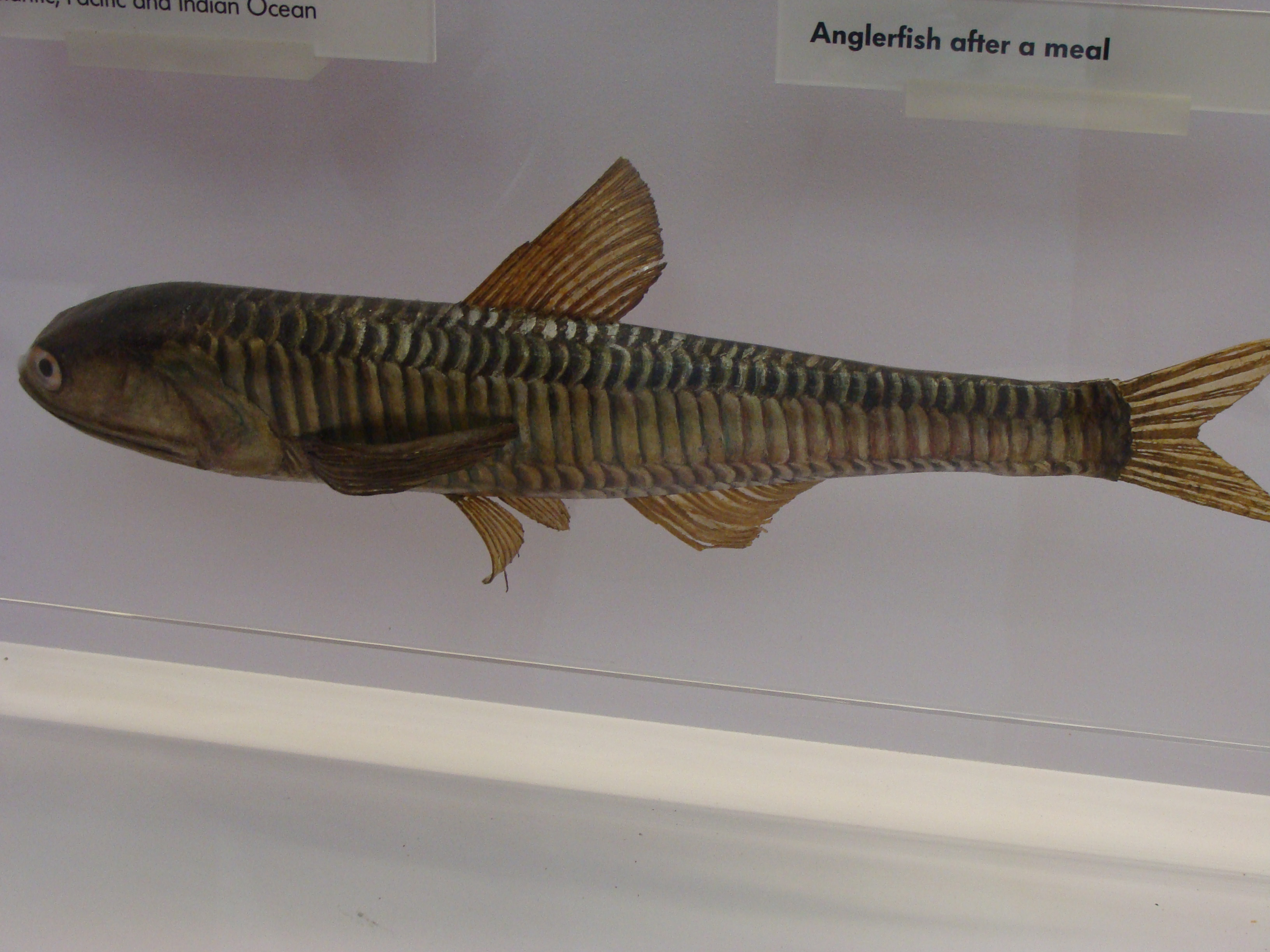
Lampanyctus crocodilus

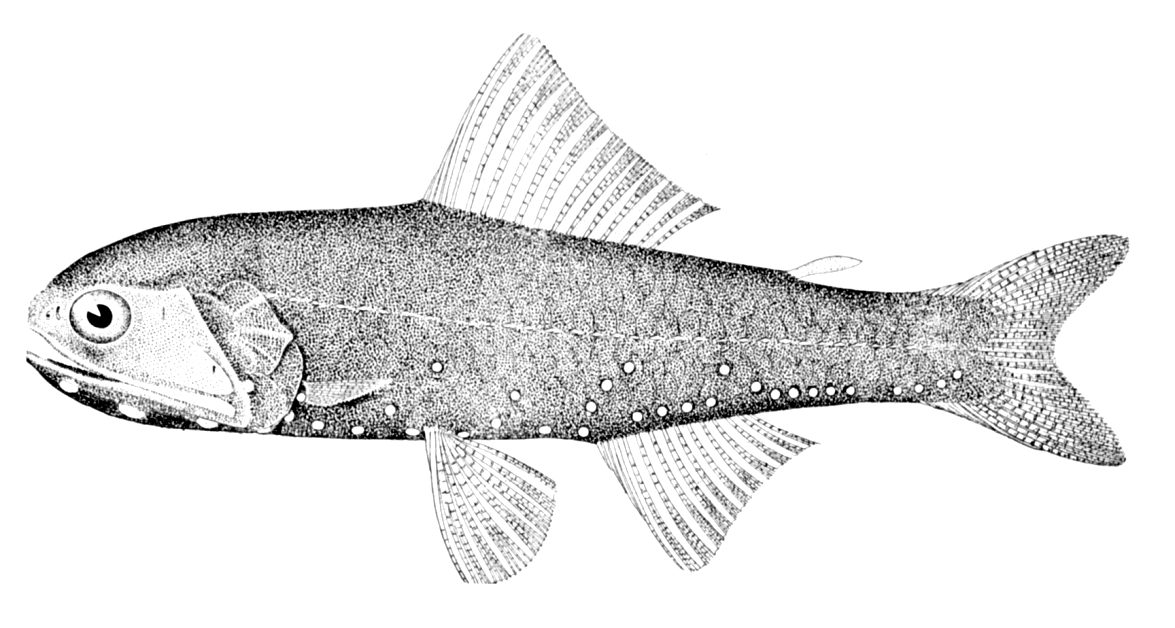
Lobianchia gemellarii

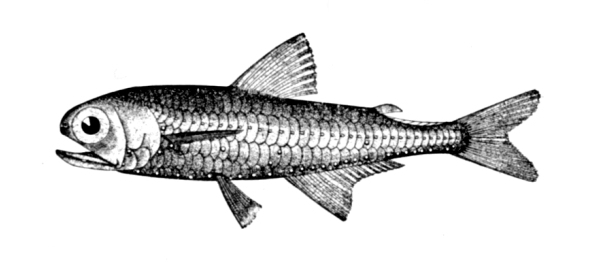
Myctophum affine

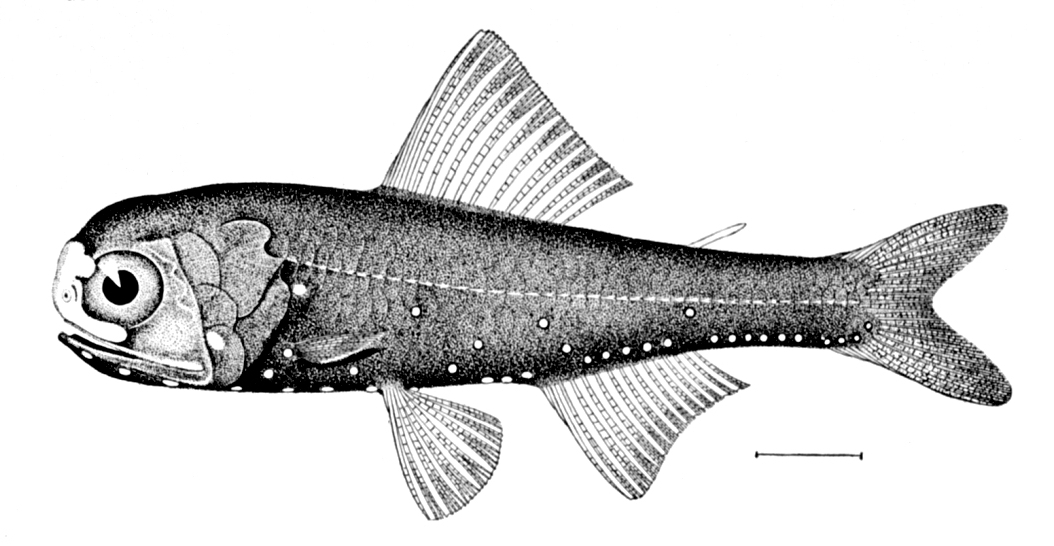
Diaphus metopoclampus

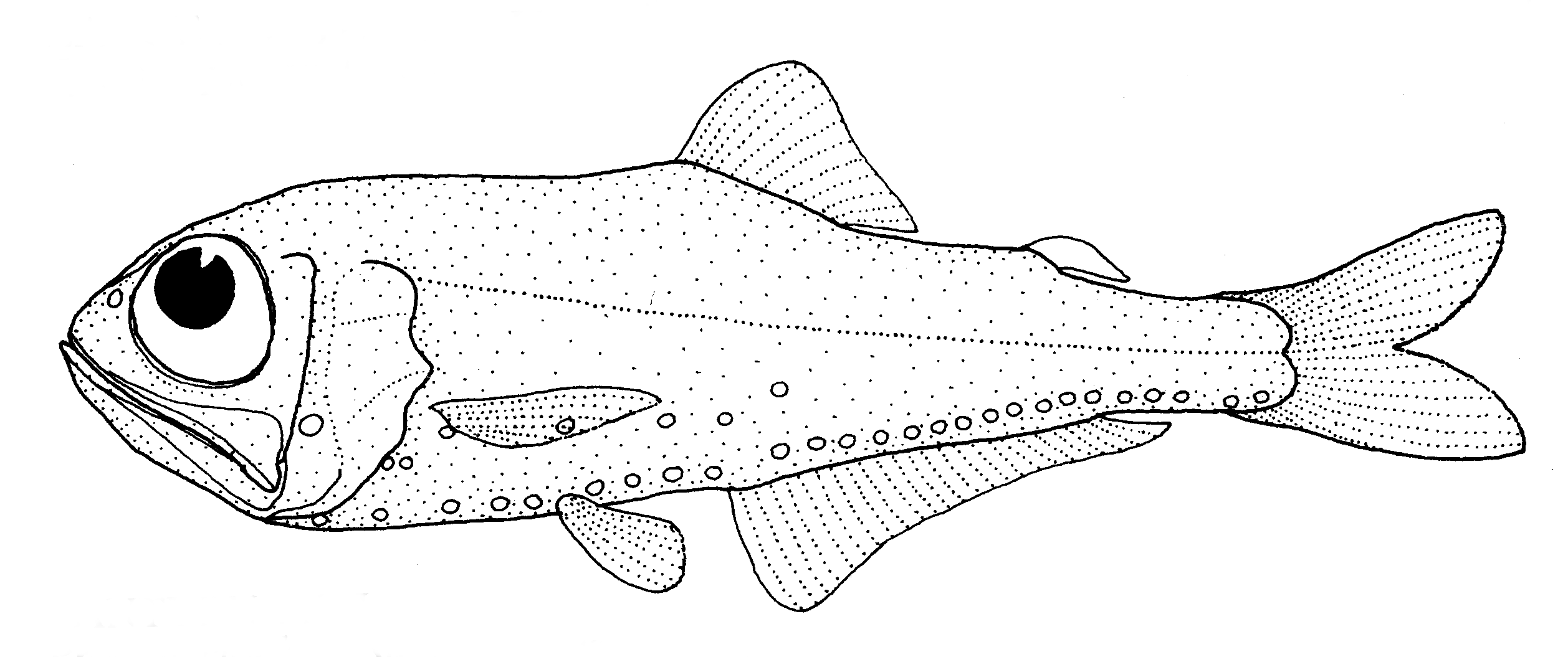
Protomyctophum subparallelum

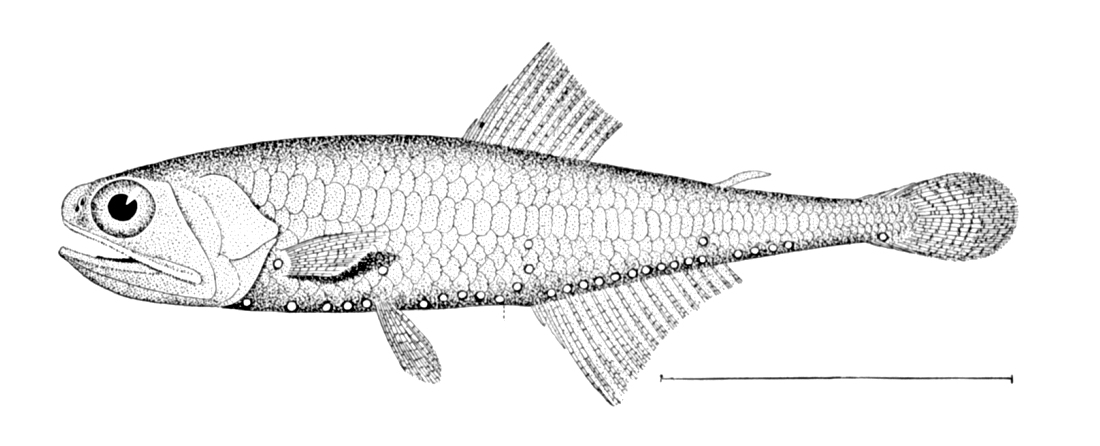
Tarletonbeania crenularis

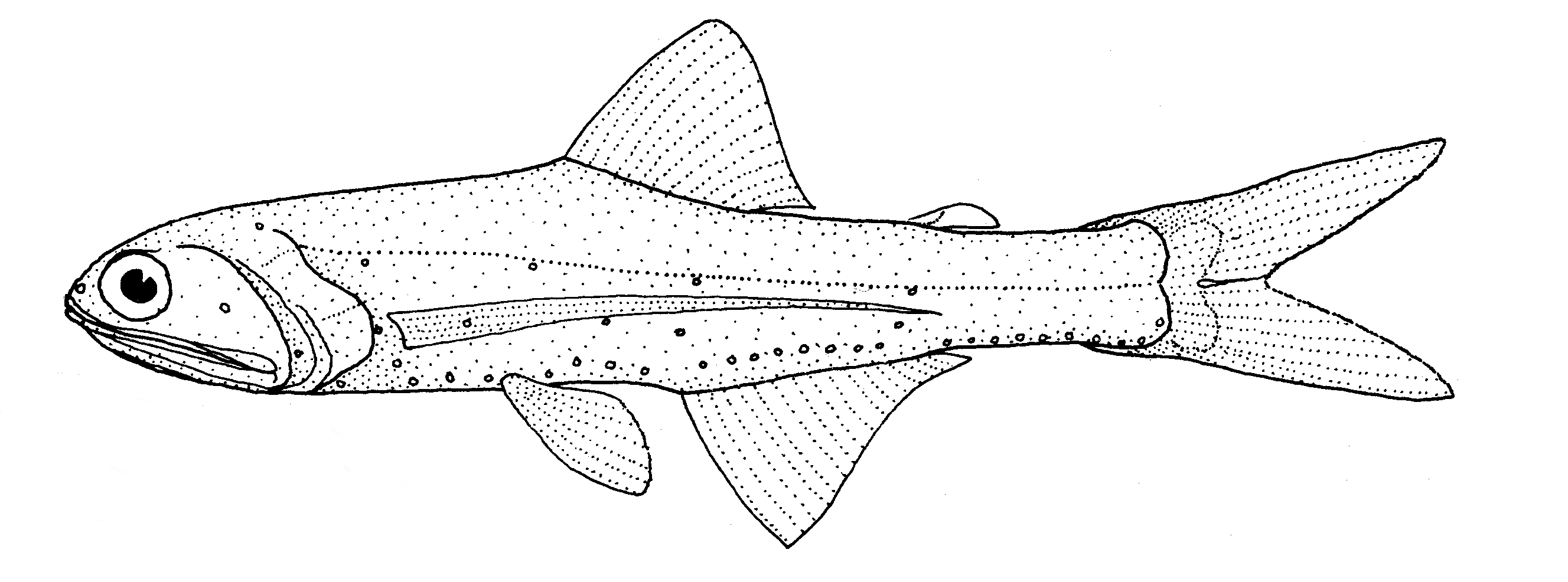
Lampanyctus australis

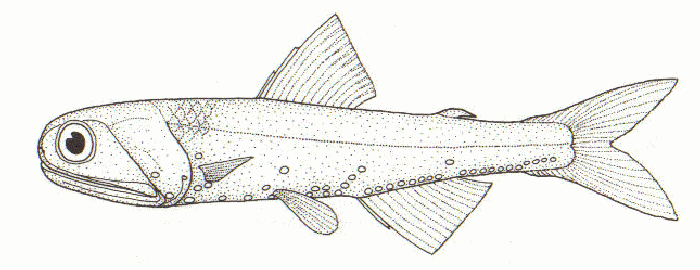
Lampanyctodes hectoris

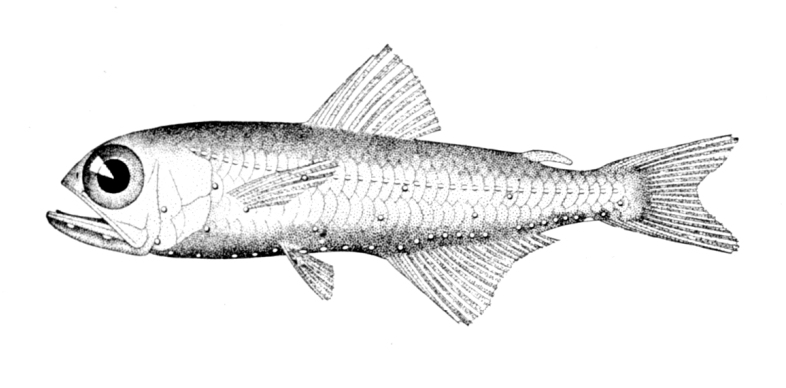
Hygophum hygomii

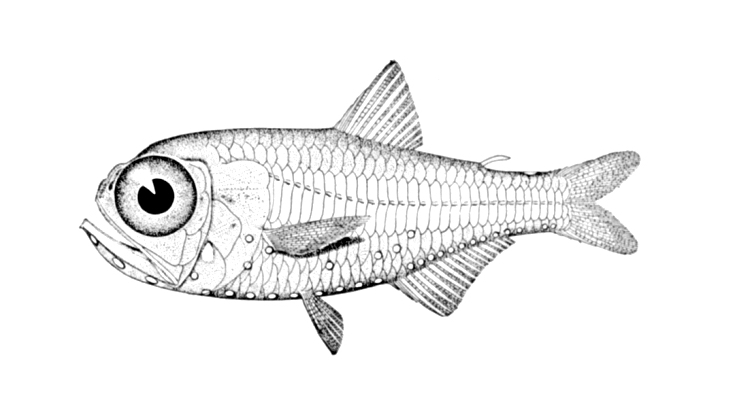
Electrona risso

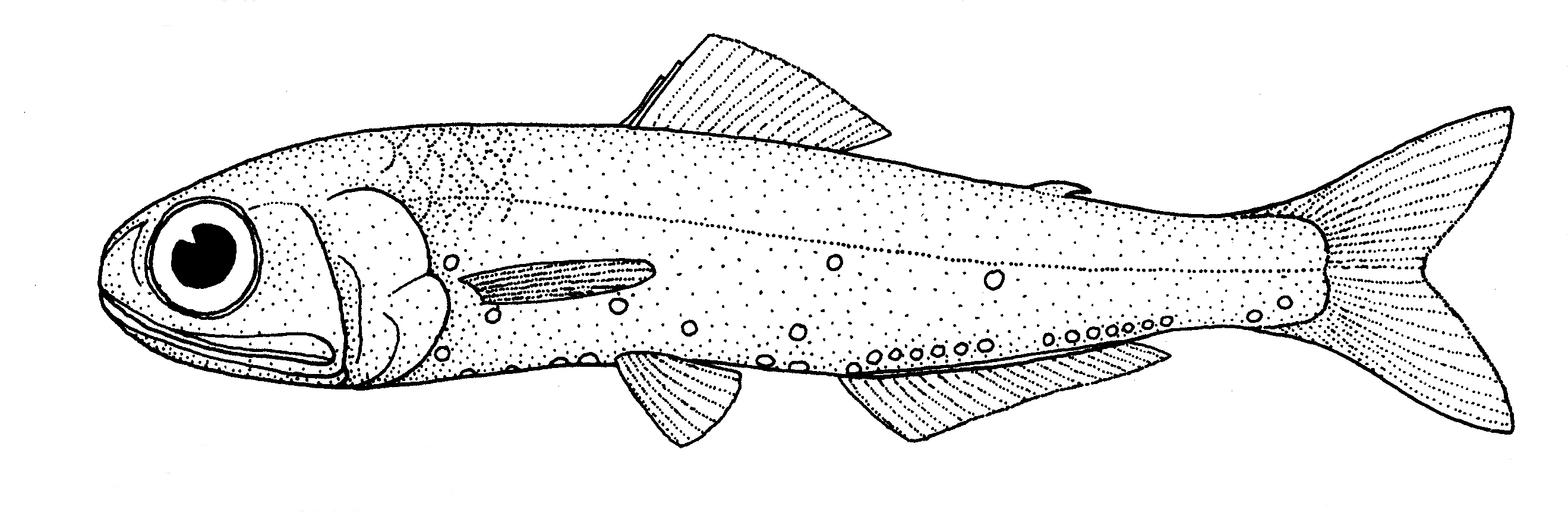
Symbolophorus barnardi

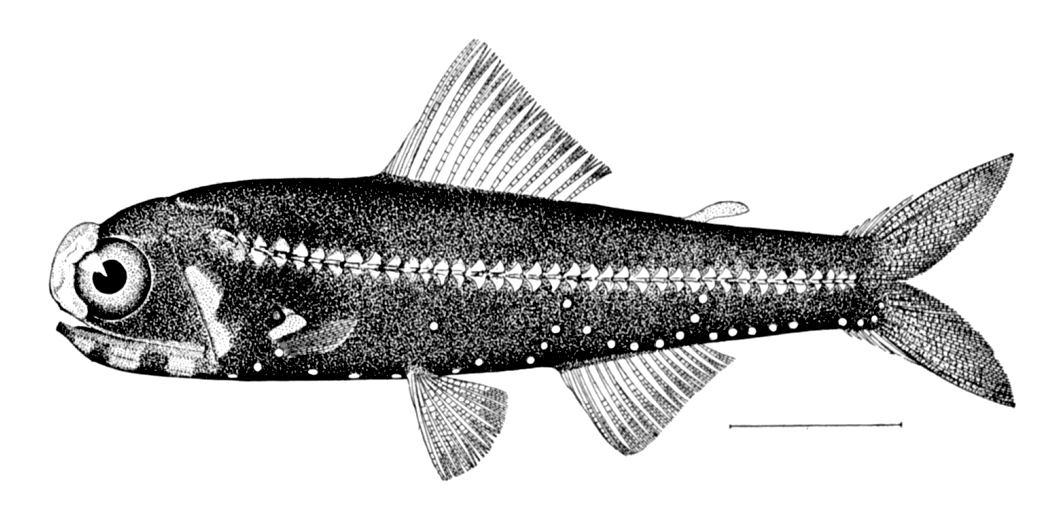
Diaphus effulgens

Els mictòfids (Myctophidae) o peixos llanterna són una família de peixos pertanyent a l'ordre dels mictofiformes.

## Morfologia
- Són peixos petits: entre 2-30 cm de longitud.
- La línia lateral és ininterrompuda.
- Les aletes són generalment petites.
- Nombre de vèrtebres: 28-45.
- Les espècies més properes a la superfície són d'un verd iridescent blau o plata, mentre que aquelles que viuen a més fondària són de color marró fosc a negre.[3][4]

## Alimentació
Mengen copèpodes, eufausiacis, ous i peixos joves.

## Depredadors
Són depredats per una àmplia gamma de peixos i d'altres vertebrats marins: cetacis (balenes, dofins, etc.), grans peixos pelàgics (tonyines, taurons, etc.), aus marines (en especial, pingüins) i pinnípedes. També formen part de la dieta dels grans calamars, en especial de Dosidicus gigas.

## Hàbitat
Com a resultat de llurs migracions diürnes, es poden trobar des d'aigües superficials fins a fondàries superiors a 2.000 metres.

## Distribució geogràfica
S'estenen des de l'Àrtida fins a l'Antàrtida.

## Gèneres
- Benthosema (Goode & Bean, 1896)[7]
  - Benthosema fibulatum (Gilbert & Cramer, 1897)[8]
  - Benthosema glaciale (Reinhardt, 1837)[9]
  - Benthosema panamense (Tåning, 1932)[10]
  - Benthosema pterotum (Alcock, 1890)[11]
  - Benthosema suborbitale (Gilbert, 1913)[12]
- Bolinichthys (Paxton, 1972)[13]
  - Bolinichthys distofax (Johnson, 1975)
  - Bolinichthys indicus (Nafpaktitis & Nafpaktitis, 1969)
  - Bolinichthys longipes (Brauer, 1906)
  - Bolinichthys nikolayi (Becker, 1978)
  - Bolinichthys photothorax (Parr, 1928)
  - Bolinichthys pyrsobolus (Alcock, 1890)
  - Bolinichthys supralateralis (Parr, 1928)
- Centrobranchus (Fowler, 1904)[14]
  - Centrobranchus andreae (Lütken, 1892)
  - Centrobranchus brevirostris (Becker, 1964)
  - Centrobranchus choerocephalus (Fowler, 1904)
  - Centrobranchus nigroocellatus (Günther, 1873)
- Ceratoscopelus (Günther, 1864)[15]
  - Peix llanterna banyut (Ceratoscopelus maderensis) (Lowe, 1839)
  - Ceratoscopelus townsendi (Eigenmann & Eigenmann, 1889)
  - Ceratoscopelus warmingii (Lütken, 1892)
- Diaphus (Eigenmann & Eigenmann, 1890)[16]
- Diogenichthys (Bolin, 1939)[17]
  - Diogenichthys atlanticus (Tåning, 1928)[18]
  - Diogenichthys laternatus (Garman, 1899)
  - Diogenichthys panurgus (Bolin, 1946)
- Electrona (Goode & Bean, 1896)[19]
  - Electrona antarctica (Günther, 1878)
  - Electrona carlsbergi (Tåning, 1932)
  - Electrona paucirastra (Bolin, 1962)
  - Electrona risso (Cocco, 1829)
  - Electrona subaspera (Günther, 1864)
- Gonichthys (Gistel, 1850)[20]
  - Gonichthys barnesi (Whitley, 1943)
  - Gonichthys cocco (Cocco, 1829)
  - Gonichthys tenuiculus (Garman, 1899)
  - Gonichthys venetus (Becker, 1964)
- Gymnoscopelus (Günther, 1873)[21]
  - Gymnoscopelus bolini (Andriashev, 1962)
  - Gymnoscopelus braueri (Lönnberg, 1905)
  - Gymnoscopelus fraseri (Fraser-Brunner, 1931)
  - Gymnoscopelus hintonoides (Hulley, 1981)
  - Gymnoscopelus microlampas (Hulley, 1981)
  - Gymnoscopelus nicholsi (Gilbert, 1911)
  - Gymnoscopelus opisthopterus (Fraser-Brunner, 1949)
  - Gymnoscopelus piabilis (Whitley, 1931)
- Hintonia (Fraser-Brunner, 1949)[22]
  - Hintonia candens (Fraser-Brunner, 1949)
- Hygophum (Bolin, 1939)[17]
  - Hygophum atratum (Garman, 1899)
  - Hygophum benoiti (Cocco, 1838)
  - Hygophum bruuni (Wisner, 1971)
  - Hygophum hanseni (Tåning, 1932)
  - Hygophum hygomii (Lütken, 1892)
  - Hygophum macrochir (Günther, 1864)
  - Hygophum proximum (Becker, 1965)
  - Hygophum reinhardtii (Lütken, 1892)
  - Hygophum taaningi (Becker, 1965)
- Idiolychnus (Nafpaktitis & Paxton, 1978)[23]
  - Idiolychnus urolampus (Gilbert & Cramer, 1897)
- Krefftichthys (Hulley, 1981)[24]
  - Krefftichthys anderssoni (Lönnberg, 1905)
- Lampadena (Goode & Bean, 1893)[25]
  - Lampadena anomala (Parr, 1928)
  - Lampadena chavesi (Collett, 1905)
  - Lampadena dea (Fraser-Brunner, 1949)
  - Lampadena luminosa (Garman, 1899)
  - Lampadena notialis (Nafpaktitis & Paxton, 1968)
  - Lampadena pontifex (Krefft, 1970)
  - Lampadena speculigera (Goode & Bean, 1896)
  - Lampadena urophaos (Paxton, 1963)
  - Lampadena yaquinae (Coleman & Nafpaktitis, 1972)
- Lampanyctodes (Fraser-Brunner, 1949)[22]
  - Lampanyctodes hectoris (Günther, 1876)
- Lampanyctus (Bonaparte, 1840)[26]
  - Lampanyctus acanthurus (Wisner, 1974)
  - Lampanyctus alatus (Goode & Bean, 1896)
  - Lampanyctus australis (Tåning, 1932)
  - Lampanyctus crocodilus (Risso, 1810)
  - Lampanyctus festivus (Tåning, 1928)
  - Lampanyctus hubbsi (Wisner, 1963)
  - Lampanyctus intricarius (Tåning, 1928)
  - Lampanyctus iselinoides (Bussing, 1965)
  - Lampanyctus jordani (Gilbert, 1913)
  - Lampanyctus lepidolychnus (Becker, 1967)
  - Lampanyctus macdonaldi (Goode & Bean, 1896)
  - Lampanyctus macropterus (Brauer, 1904)
  - Lampanyctus nobilis (Tåning, 1928)
  - Lampanyctus omostigma (Gilbert, 1908)
  - Lampanyctus parvicauda (Parr, 1931)
  - Lampanyctus photonotus (Parr, 1928)
  - Lampanyctus pusillus (Johnson, 1890)
  - Lampanyctus simulator (Wisner, 1971)
  - Lampanyctus steinbecki (Bolin, 1939)
  - Lampanyctus tenuiformis (Brauer, 1906)
  - Lampanyctus turneri (Fowler, 1934)
  - Lampanyctus vadulus (Hulley, 1981)
- Lampichthys (Fraser-Brunner, 1949)[22]
  - Lampichthys procerus (Brauer, 1904)
- Lepidophanes (Fraser-Brunner, 1949)[22]
  - Lepidophanes gaussi (Brauer, 1906)
  - Lepidophanes guentheri (Goode & Bean, 1896)
- Lobianchia (Gatti, 1904)[27]
  - Lobianchia dofleini (Zugmayer, 1911)[28]
  - Lobianchia gemellarii (Cocco, 1838)[29]
- Loweina (Fowler, 1925)[30]
  - Loweina interrupta (Tåning, 1928)
  - Loweina rara (Lütken, 1892)
  - Loweina terminata (Becker, 1964)
- Metelectrona (Wisner, 1963)[31]
  - Metelectrona ahlstromi (Wisner, 1963)[31]
  - Metelectrona herwigi (Hulley, 1981)[32]
  - Metelectrona ventralis (Becker, 1963)[33]
- Myctophum (Rafinesque, 1810)[34]
  - Myctophum affine (Lütken, 1892)
  - Myctophum asperum (Richardson, 1845)
  - Myctophum aurolaternatum (Garman, 1899)
  - Myctophum brachygnathum (Bleeker, 1856)
  - Myctophum fissunovi (Becker & Borodulina, 1971)
  - Myctophum indicum (Day, 1877)
  - Myctophum lunatum (Becker & Borodulina, 1978)
  - Myctophum lychnobium (Bolin, 1946)
  - Myctophum nitidulum (Garman, 1899)
  - Myctophum obtusirostre (Tåning, 1928)
  - Myctophum orientale (Gilbert, 1913)
  - Myctophum ovcharovi (Tsarin, 1993)
  - Myctophum phengodes (Lütken, 1892)
  - Myctophum punctatum (Rafinesque, 1810)
  - Myctophum selenops (Tåning, 1928)
  - Myctophum spinosum (Steindachner, 1867)
- Nannobrachium (Günther, 1887)[35]
  - Nannobrachium achirus (Andriashev, 1962)
  - Nannobrachium atrum (Tåning, 1928)
  - Nannobrachium bristori (Zahuranec, 2000)
  - Nannobrachium crypticum (Zahuranec, 2000)
  - Nannobrachium cuprarium (Tåning, 1928)
  - Nannobrachium fernae (Wisner, 1971)
  - Nannobrachium gibbsi (Zahuranec, 2000)
  - Nannobrachium hawaiiensis (Zahuranec, 2000)
  - Nannobrachium idostigma (Parr, 1931)
  - Nannobrachium indicum (Zahuranec, 2000)
  - Nannobrachium isaacsi (Wisner, 1974)
  - Nannobrachium lineatum (Tåning, 1928)
  - Nannobrachium nigrum (Günther, 1887)
  - Nannobrachium phyllisae (Zahuranec, 2000)
  - Nannobrachium regale (Gilbert, 1892)
  - Nannobrachium ritteri (Gilbert, 1915)
  - Nannobrachium wisneri (Zahuranec, 2000)
- Notolychnus (Fraser-Brunner, 1949)[22]
  - Notolychnus valdiviae (Brauer, 1904)
- Notoscopelus (Günther, 1864)[15]
  - Notoscopelus bolini (Nafpaktitis, 1975)
  - Notoscopelus caudispinosus (Johnson, 1863)
  - Notoscopelus elongatus (Costa, 1844)
  - Notoscopelus japonicus (Tanaka, 1908)
  - Notoscopelus kroyeri (Malm, 1861)
  - Notoscopelus resplendens (Richardson, 1845)
- Parvilux (Hubbs & Wisner, 1964)[36]
  - Parvilux boschmai (Hubbs & Wisner, 1964)
  - Parvilux ingens (Hubbs & Wisner, 1964)
- Protomyctophum (Fraser-Brunner, 1949)[22]
  - Protomyctophum andriashevi (Becker, 1963)
  - Protomyctophum arcticum (Lütken, 1892)
  - Protomyctophum beckeri (Wisner, 1971)
  - Protomyctophum bolini (Fraser-Brunner, 1949)
  - Protomyctophum chilense (Wisner, 1971)
  - Protomyctophum choriodon (Hulley, 1981)
  - Protomyctophum crockeri (Bolin, 1939)
  - Protomyctophum gemmatum (Hulley, 1981)
  - Protomyctophum luciferum (Hulley, 1981)
  - Protomyctophum normani (Tåning, 1932)
  - Protomyctophum parallelum (Lönnberg, 1905)
  - Protomyctophum subparallelum (Tåning, 1932)
  - Protomyctophum tenisoni (Norman, 1930)
  - Protomyctophum thompsoni (Chapman, 1944)
- Scopelopsis (Brauer, 1906)[37]
  - Scopelopsis multipunctatus (Brauer, 1906)
- Stenobrachius (Eigenmann & Eigenmann, 1890)[38]
  - Stenobrachius leucopsarus (Eigenmann & Eigenmann, 1890)
  - Stenobrachius nannochir (Gilbert, 1890)
- Symbolophorus (Bolin & Wisner, 1959)[39]
  - Symbolophorus barnardi (Tåning, 1932)
  - Symbolophorus boops (Richardson, 1845)
  - Symbolophorus californiensis (Eigenmann & Eigenmann, 1889)
  - Symbolophorus evermanni (Gilbert, 1905)
  - Symbolophorus kreffti (Hulley, 1981)
  - Symbolophorus reversus (Gago & Ricord, 2005)
  - Symbolophorus rufinus (Tåning, 1928)
  - Symbolophorus veranyi (Moreau, 1888)
- Taaningichthys (Bolin, 1959)[39]
  - Taaningichthys bathyphilus (Tåning, 1928)
  - Taaningichthys minimus (Tåning, 1928)
  - Taaningichthys paurolychnus (Davy, 1972)
- Tarletonbeania (Eigenmann & Eigenman, 1890)[38]
  - Tarletonbeania crenularis (Jordan & Gilbert, 1880)
  - Tarletonbeania taylori (Mead, 1953)
  - Tarletonbeania tenua (Eigenmann & Eigenmann, 1890)
- Triphoturus (Fraser-Brunner, 1949)[40]
  - Triphoturus mexicanus (Gilbert, 1890)
  - Triphoturus microchir (Gilbert, 1913)
  - Triphoturus nigrescens (Brauer, 1904)
  - Triphoturus oculeum (Garman, 1899)[41]